# Controlo digital

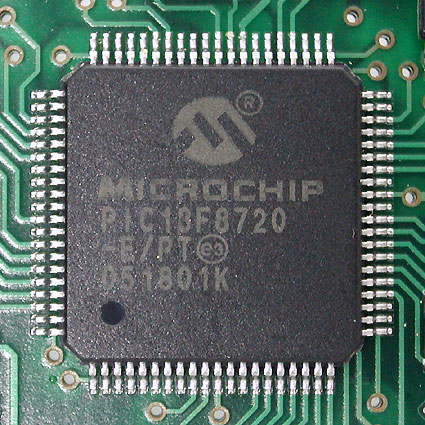
Microchip utilizado em controles remotos.

Controlo digital (em português europeu) ou controle digital (em português brasileiro) é um ramo da teoria de controle que utiliza computadores digitais para actuar como um sistema. Dependendo das necessidades, um sistema de controlo digital pode tomar a forma de um microcontrolador, ASIC até um computador de mesa padrão.
Como um computador digital é um sistema discreto, a transformada de Laplace é substituída por uma transformada Z.
Assim como o computador possui precisão finita, cuidados extras são necessários para assegurar o erro em coeficientes, Conversor A/D, conversor D/A, etc. não produzindo efeitos indesejados ou não planejados.
Desde a criação do primeiro computador digital no começo da década de 1940, o preço deles vem caindo consideravelmente, que os tem feito a peça chave em sistema de controlos por  diversos motivos:
- Baixo custo: muitos controladores são vendidos por menos de $5.
- Flexibilidade: facilidade de configuração e reconfiguração através de software.
- Operação estática: computadores digitais são muito menos propensos as condições ambientais do que  capacitores, indutores, etc.